# Cheirostylis javanica
Cheirostylis javanica är en orkidéart som beskrevs av Johannes Jacobus Smith. Cheirostylis javanica ingår i släktet Cheirostylis och familjen orkidéer. Inga underarter finns listade i Catalogue of Life.